# Pseudopalaemon iquitoensis
Pseudopalaemon iquitoensis is een garnalensoort uit de familie van de Palaemonidae. De wetenschappelijke naam van de soort is voor het eerst geldig gepubliceerd in 2004 door García-Dávila & Magalhães.